# Xanthia ocellaris
Xanthia ocellaris é uma espécie de insetos lepidópteros, mais especificamente de traças, pertencente à família Noctuidae.
A autoridade científica da espécie é Borkhausen, tendo sido descrita no ano de 1792.
Trata-se de uma espécie presente no território português.